# Evergreens (TV-program)
Evergreens var ett TV-program i sex avsnitt som sändes i Sveriges Television 1980-1981. Berndt Egerbladh var programledare.
I varje avsnitt hyllades en känd kompositör, bland andra: George Gershwin, Kai Gullmar, Fats Waller och Sven Paddock. Exempel på medverkande artister är: Tommy Körberg, Monica Törnell, Lill-Babs, Sigge Fürst, Anna Sundqvist och Brita Borg.